# Roger Y. Tsien
Roger Yonchien Tsien còn có tên khác là Tiền Vĩnh Kiện, (1 tháng 2 năm 1952– 24 tháng 8 năm 2016) là một nhà hóa sinh người Mỹ gốc Hoa. Ông là giáo sư Khoa Hóa học và Hóa sinh của Đại học California tại San Diego. Ông đã được trao giải Nobel Hóa học năm 2008 cho những khám phá và phát triển của ông về GFP cùng với hai nhà hóa học khác: Martin Chalfie của Đại học Columbia và Osamu Shimomura của Đại học Boston và Marine Biological Laboratory.

## Đời tư
Theo gia phả dòng họ Tiền (Tsien), Roger Y. Tsien là hậu duệ đời thứ 34 của vua Tiền Lưu của nước Ngô Việt, Trung Quốc xưa.
Trong dòng họ của ông có nhiều kỹ sư tài năng, trong đó có cha ông là Hsue-Chu Tsien (Tiền Học Củ), một kỹ thuật cơ khí, và những người bác bên ngoại là các giáo sư cộng nghệ của MIT. Cả cha và mẹ của ông đến từ tỉnh Chiết Giang, Trung Quốc. Nhà khoa học tên lửa nổi tiếng Tsien Hsue-shen (Tiền Học Sâm), là người đồng sáng lập JPL và Học viện Công nghệ California và sau đó làm giám đốc các chương trình không gian và tên lửa đạn đạo của Trung Quốc, là anh em họ của cha Roger Y. Tsien. Người anh Richard W. Tsien (Tiền Vĩnh Hựu) cũng là một nhà khoa học có tiếng của đại học New York. Ông đã từng nói rằng: "Vì di truyền tôi bị buộc phải làm loại công việc này".
Tsien sinh ra tại New York năm 1952. Ông đã lớn lên tại Livingston, New Jersey và từng học trường trung học Livingston tại đây.
Khi còn bé ông bị bệnh hen suyễn, do đó ông thường ở trong nhà. Ông thường dành hàng giờ làm thí nghiệm hóa học trong phòng thí nghiệm dưới tầng hầm của ông. Năm 16 tuổi, ông đã giành giải thưởng đầu tiên tại cuộc thi Intel Science Talent Search toàn quốc với dự án nghiên cứu bằng cách nào kim loại kết hợp với thiocyanate.
Ông đã theo học đại học Harvard bằng học bổng quốc gia rồi được bầu vào Phi Beta Kappa khi học năm thứ 3. Năm 1972 ông tốt nghiệp loại summa cum laude (cao quý nhất) với bằng cử nhân khoa học về hóa học và vật lý. Nhà kinh tế học và chính trị gia bang Iowa Herman Quirmbach, bạn cùng phòng năm nhất của ông, đã nói "Cũng chẳng phải cường điệu khi nói rằng ông ấy là người thông minh nhất tôi từng gặp... và tôi cùng từng gặp rất nhiều người tài giỏi".